# Gen Shoji
Gen Shoji (昌子 源: Hyōgo, 11 de dezembro de 1992) é um futebolista japonês que defende o Machida Zelvia

## Carreira
Shoji começou a carreira no Kashima Antlers.

## Títulos
Kashima Antlers
- Copa da Liga Japonesa 2011, 2012
- Copa Suruga Bank: 2012, 2013
- AFC  Champions League:2018
- Campeonato Japonês 2016